# Newsteadia borhidii
Newsteadia borhidii är en insektsart som beskrevs av Ferenc Kozár och Konczné Benedicty 2001. Newsteadia borhidii ingår i släktet Newsteadia och familjen vaxsköldlöss.
Artens utbredningsområde är Kuba. Inga underarter finns listade i Catalogue of Life.